# 瓦索涅
瓦索涅（法語：Vassogne，法語發音：[vasɔɲ]）是法国上法蘭西大區埃纳省的一个市镇，属于拉昂区。

## 地理
瓦索涅（49°25'19"N, 3°43'43"E）面积2.93 平方千米，位于法国上法蘭西大區埃纳省，该省份为法国北部内陆省份，北起北部省，西接索姆省和瓦兹省，东临阿登省和马恩省，西南至塞纳-马恩省，东北部与比利时接壤。
与瓦索涅接壤的市镇（或旧市镇、城区）包括：博里约、屈西和热尼、瑞米尼、乌什拉瓦莱富隆、派西。

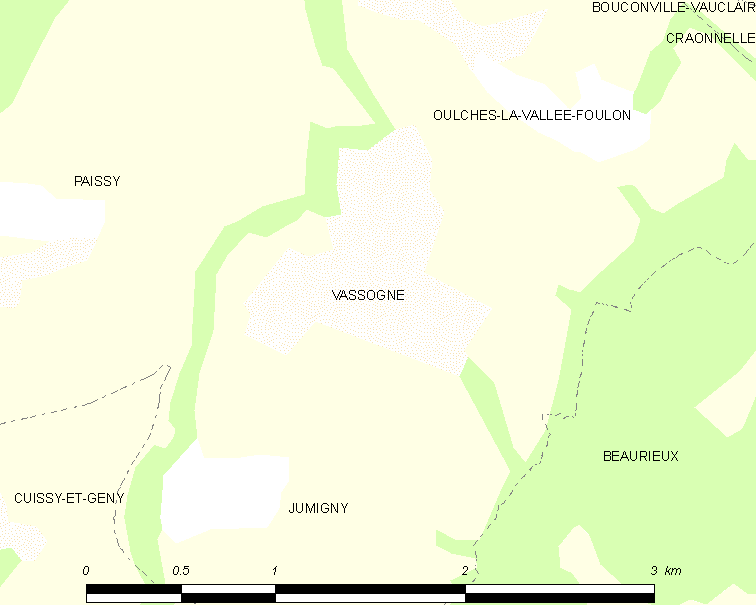
瓦索涅的OSM定位图

瓦索涅的时区为UTC+01:00、UTC+02:00（夏令时）。

## 行政
瓦索涅的邮政编码为02160，INSEE市镇编码为02764。

## 政治
瓦索涅所属的省级选区为埃纳河畔新城县。

## 人口

1962-2008年间瓦索涅人口变化图示

瓦索涅于2022年1月1日时的人口数量为92人。